# Akiva Yaglom
Akiva Moiseïevitch Yaglom (Акива Моисеевич Яглом), né le 6 mars 1921 à Kharkiv  (Ukraine) et mort le 13 décembre 2007 à Boston (États-Unis), était un physicien, mathématicien, statisticien et météorologiste soviétique. Il est connu pour ses contributions à la théorie statistique de la turbulence et à la théorie des processus aléatoires. Yaglom a passé la plus grande partie de sa carrière en Russie à travailler dans diverses institutions, y compris l'institut de géophysique théorique.
De 1992 à sa mort, Yaglom travaille au Massachusetts Institute of Technology en tant que chercheur au département d'aéronautique et d'astronautique. Il écrit plusieurs livres populaires sur les mathématiques et les probabilités, certains d'entre eux avec son frère jumeau et mathématicien Isaak Yaglom (en).

## Biographie
Akiva Yaglom est né le 6 mars 1921 à Kharkov, en Ukraine, dans une famille d'ingénieurs. Il a un frère jumeau Isaak. La famille déménage à Moscou lorsque les frères Yaglom avaient cinq ans. Durant leurs années d'école, ils sont passionnés de mathématiques. En 1938, ils partagent le premier prix au concours mathématique de Moscou pour les écoliers.
Yaglom rejoint l'université d'État de Moscou en 1938, où il étudie la physique et les mathématiques. Il termine sa quatrième année d'études à l'université d'État de Sverdlovsk et obtient sa maîtrise en sciences en 1942. Après une courte période de travail à l'observatoire géophysique principal, Yaglom rejoint l'institut Steklov de mathématiques de l'URSS. Il fait ses études de troisième cycle en 1946 sous le mentorat de d'Andreï Kolmogorov. Sa thèse est intitulée Sur la réversibilité statistique du mouvement brownien.
Après avoir reçu son doctorat, Yaglom se voit offrir un emploi à l'institut physique Lebedev par les futurs lauréats du prix Nobel, Igor Tamm et Vitaly Ginzburg, mais décline l'offre car il sait que le travail l'obligerait à traiter de problèmes appliqués et du développement des armes nucléaires. Il rejoint l'institut de physique atmosphérique de l'académie des sciences de l'URSS et travaille au laboratoire de turbulence atmosphérique pendant plus de 45 ans. En 1955, il soutient sa deuxième thèse de doctorat intitulée Théorie de la corrélation entre les processus continus et les champs avec des applications aux problèmes de l'exploration statistique des séries temporelles et à la théorie de la turbulence,. Yaglom est également professeur titulaire à la faculté de théorie des probabilités du département de mathématiques et de mécanique de l'université d'État de Moscou.
En 1992, Yaglom déménage aux États-Unis et rejoint le Massachusetts Institute of Technology. Il décède à Boston le 13 décembre 2007.

## Travaux
Yaglom travaille dans de nombreux domaines des mathématiques appliquées et des statistiques, tel que la théorie des processus aléatoires et la théorie statistique de la mécanique des fluides.
Un article publié en 1947 donne naissance au concept de limite de Yaglom, utilisée dans la théorie des chaînes de Markov avec absorption. Ses premières études sur la théorie des fonctions aléatoires sont publiées dans un article de 1952 intitulé Introduction à la théorie des fonctions aléatoires paru dans la revue Uspekhi Fizitcheskikh Nauk. Plus tard, ce travail est publié aux États-Unis. Son étude sur la structure locale du champ d'accélération dans un écoulement turbulent établi le fait que le spectre de fréquence de l'accélération lagrangienne d'une particule fluide dans un écoulement turbulent est constant. Ce travail est, plus tard, reproduit indépendamment par Werner Heisenberg.

## Prix et distinctions
En 1955, Yaglom reçoit un doctorat en sciences, le plus haut diplôme scientifique de l'URSS, pour ses travaux sur les théories des processus stochastiques et leur application à la théorie de la turbulence.
En 1988, il reçoit le prix Otto Laporte de la Société américaine de physique pour sa contribution fondamentale à la théorie statistique de la turbulence et l'étude de sa structure mathématique sous-jacente.
Yaglom reçoit à titre posthume la médaille Lewis-Fry-Richardson de l'union européenne des géosciences pour ses contributions éminentes et pionnières au développement de théories statistiques sur la turbulence, la dynamique atmosphérique et la diffusion, dont les techniques spectrales, stochastiques et en cascade,.